# Slaget vid Szigetvár
Slaget om Szigetvár var en belägring av ett fort i Szigetvár, Ungern, som pågick mellan den 6 augusti och den 8 september 1566. Habsburgska monarkin, Ungern, Kroatien samt Moldova var allierade till en stor armé under ledning av kroaten Nikola Šubić Zrinski. Dessa hade i uppgift att försvara sin makt mot en osmansk armé under befäl av den gamle men erfarne sultanen Süleyman I.

## Fotnoter
1. ↑  Även om turkarna vann slaget kan resultatet ses som en "pyrrhusseger" på grund av en stora turkiska förluster och Süleymans död. Dessutom försenade striden den osmanska frammarschen mot Wien samma år och avbröt den osmanska expansionen i Europa.
2. ↑  Majoriteten av försvararna var etniska kroater, vilket tydligt anges i den enda förstahandrapporten kring belägringen, skriven i Podsjedanje i osvojenje Sigeta av Franjo (Ferenc) Črnko, Zrinskys kammarherre, och en av de överlevande soldaterna från striden. Senare verk Vazetje Sigeta grada (1573) av Brne Karnarutić, Szigeti veszedelem (1647) av Nicholas VII Zrinsky och Opsida Sigecka (1647) av Peter Zrinsky, bevisar också att kroater var i majoritet bland försvararna.
3. ↑  Antalet 300 000 osmaner nämns av vissa krönikörer, förmodligen överskattat. Det finns en viss tendens av vissa historiker att överdriva dessa siffror för att överskatta de underlägsna försvararnas mod i Szigetvár. Trots att Süleyman den 1 maj 1566 lämnade Istanbul i spetsen för en av de största arméerna han någonsin befallt, var antalet på hans styrkor troligen närmare 100 000 än 300 000.